# Borinka
Borinka este o comună slovacă, aflată în districtul Malacky din regiunea Bratislava. Localitatea se află la altitudinea de 263 m deasupra n.m., se întinde pe o suprafață de 15,79 km2 și în 2017 număra 761 de locuitori.

## Istoric
Localitatea Borinka este atestată documentar din 1273.

## Demografie
| An:                | 1994 | 2004    | 2014    | 2024    |
| ------------------ | ---- | ------- | ------- | ------- |
| Număr de persoane: | 426  | 512     | 732     | 904     |
| Diferență:         |      | +20,18% | +42,96% | +23,49% |

| An:                | 2023 | 2024   |
| ------------------ | ---- | ------ |
| Număr de persoane: | 915  | 904    |
| Diferență:         |      | −1,20% |